# Lucie Černá
Lucie Černá (* 25. Januar 1994) ist eine tschechische Badmintonspielerin. 

## Karriere
Lucie Černá siegte 2011 bei den Slovenian Juniors sowie 2011 und 2012 bei den Croatian Juniors. Bei den nationalen Titelkämpfen 2012 wurde sie Zweite im Doppel und Dritte im Einzel. 2013 wurde sie erstmals tschechische Meisterin.